# Amadou Sidibé
Amadou Sidibé (Bamako, 19 febbraio 1986) è un ex calciatore maliano, di ruolo difensore.